# Ленски, Ноэль
Ноэль Ленски (англ. Noel Emmanuel Lenski; род. 25 декабря 1965) — американский учёный-классицист, специалист по древнеримской истории, историк Поздней античности. Доктор философии (1995), профессор Йельского университета (с 2015), прежде на протяжении 20 лет преподаватель Колорадского университета. Лауреат премии Гумбольдта (2002).
Корнями из Литлтона (Колорадо).
Изучал классикс в колледже Колорадо (бакалавр классики summa cum laude, 1989; также phi beta kappa), а также классикс и античную историю в Принстоне (магистр, 1992; доктор философии, 1995). С того же 1995 года на кафедре классики Колорадского университета, ассистент-, с 2002 года ассоциированный профессор (по 2014), в 2005-2009 и 2012-2014 годах заведовал этой кафедрой. С 2015 года профессор классики и истории Йеля, с 2022 игода менной профессор (Dunham Professor). Публиковался в Times Literary Supplement.
Эмерит-редактор Journal of Late Antiquity (2013—2017).
Автор более 80 работ, четырех книг.
Автор двух монографий, посвящённых императорам Валенту и Константину.
Первая его книга, о Валенте — Failure of Empire: Valens and the Roman State in the Fourth Century AD (University of California Press, 2002).
Соавтор выдержавших уже два издания A Brief History of the Romans (2013) и The Romans: From Village to Empire (2011). Соредактор The Fifth Century: Age of Transformation (2019) и What is a Slave Society? The Study of Slavery in Global Perspective (Cambridge University Press, 2018) {Рец.}.